# Carmichaelia cunninghamii
Carmichaelia cunninghamii är en ärtväxtart som beskrevs av Etienne Fiacre Louis Raoul. Carmichaelia cunninghamii ingår i släktet Carmichaelia och familjen ärtväxter. Inga underarter finns listade i Catalogue of Life.